# Shameless (serie de televisión estadounidense)
Shameless  US, es una serie de televisión estadounidense de comedia dramática desarrollada por John Wells que debutó en Showtime el 9 de enero de 2011 y finalizó el 11 de abril de 2021. Es una adaptación de la serie británica del mismo nombre de Paul Abbott y cuenta con un elenco encabezado por William H. Macy y Emmy Rossum. El programa está ambientado en el Lado Sur de Chicago y se filma en toda la ciudad, así como en Los Ángeles.
Con el estreno de la novena temporada el 9 de septiembre de 2018, Shameless se convirtió en la serie con guion original más larga de la historia de Showtime. En enero de 2019, la serie fue renovada para una décima temporada, que se estrenó el 10 de noviembre de 2019. En enero de 2020, la serie fue renovada para su undécima y última temporada, que estaba programada para estrenarse a mediados de 2020, pero se retrasó debido a la pandemia de COVID-19; en cambio se estrenó el 6 de diciembre de 2020.

## Argumento
La serie representa a la familia de Frank Gallagher, un padre soltero de seis hijos. Mientras pasa sus días borracho, es su hija mayor, Fiona Gallagher, quien se tiene que hacer responsable del resto de sus hermanos.
Los productores del programa trataron de distinguirla de anteriores espectáculos de la clase obrera estadounidense, poniendo el acento en cómo el problema de alcoholismo que sufre Frank Gallagher (William H. Macy) afecta a su familia.

## Elenco y personajes
- William H. Macy como Frank Gallagher
- Emmy Rossum como Fiona Gallagher (temporadas 1–9)
- Justin Chatwin como Steve Wilton / Jimmy Lishman (temporadas 1–3; invitado especial, temporada 4; recurrente, temporada 5)
- Ethan Cutkosky como Carl Gallagher
- Shanola Hampton como Veronica Fisher
- Steve Howey como Kevin «Kev» Ball
- Emma Kenney como Debbie Gallagher
- Cameron Monaghan como Ian Gallagher
- Jeremy Allen White como Philip «Lip» Gallagher
- Joan Cusack como Sheila Jackson (temporadas 1–5)
- Laura Slade Wiggins como Karen Jackson (temporadas 1–2; recurrente, temporada 3)
- Noel Fisher como Mickey Milkovich (temporadas 3–5, 9-11; recurrente, temporadas 1–2; invitado especial, temporadas 6–7,
- Emma Greenwell como Mandy Milkovich (temporadas 3–4; recurrente, temporada 2; invitada especial, temporadas 5–6)
- Zach McGowan como Jody Silverman (temporada 3; recurrente, temporada 2)
- Jake McDorman como Mike Pratt (temporada 4; recurrente, temporada 3)
- Emily Bergl como Sammi Slott (temporada 5; recurrente, temporada 4)
- Isidora Goreshter como Svetlana Yevgenivna (temporadas 7–8; invitada, temporada 3; recurrente, temporadas 4–6)
- Richard Flood como Ford Kellogg (temporada 9; recurrente, temporada 8)
- Christian Isaiah como Liam Gallagher (temporadas 9-11; recurrente, temporada 8)
- Kate Miner como Tami Tamietti (temporadas 10-11; recurrente, temporada 9)
- Ariel Rafael García Álvarez como Trup

## Episodios
| Temporada | Temporada     | Episodios | Episodios | Emisión original        | Emisión original        |
| Temporada | Temporada     | Episodios | Episodios | Primera emisión         | Última emisión          |
| --------- | ------------- | --------- | --------- | ----------------------- | ----------------------- |
|           | 1             | 12        | 12        | 9 de enero de 2011      | 27 de marzo de 2011     |
|           | 2             | 12        | 12        | 8 de enero de 2012      | 1 de abril de 2012      |
|           | 3             | 12        | 12        | 13 de enero de 2013     | 7 de abril de 2013      |
|           | 4             | 12        | 12        | 12 de enero de 2014     | 6 de abril de 2014      |
|           | 5             | 12        | 12        | 11 de enero de 2015     | 5 de abril de 2015      |
|           | 6             | 12        | 12        | 10 de enero de 2016     | 3 de abril de 2016      |
|           | 7             | 12        | 12        | 2 de octubre de 2016    | 18 de diciembre de 2016 |
|           | 8             | 12        | 12        | 5 de noviembre de 2017  | 28 de enero de 2018     |
|           | 9             | 14        | 14        | 9 de septiembre de 2018 | 10 de marzo de 2019     |
|           | 10            | 12        | 12        | 10 de noviembre de 2019 | 26 de enero de 2020     |
|           | 11            | 12        | 12        | 6 de diciembre de 2020  | 11 de abril de 2021     |
|           | Hall of Shame | 6         | 6         | 27 de diciembre de 2020 | 28 de febrero de 2021   |

## Recepción

### Críticas
Considerada como una serie de culto, Shameless recibió en su mayoría críticas positivas; Tim Goodman de The Hollywood Reporter dijo "Shameless es excelente, la televisión es convincente desde el primer momento. El tiempo se mantiene fiel a las raíces de la original, que va a ser la visión esencial". La primera puntuación de la serie fue de Metacritic un  66 de 100, lo cual indicá generalmente opiniones favorables. De la segunda temporada la puntuación en Metacritic es de un 76 de 100, lo que indica críticas cada vez más favorables. Buddy TV posicionó a Shameless en el octavo puesto en la lista del 2011 entre las "Mejores nuevas series de televisión". La web de críticas Rotten Tomatoes concedió a la primera temporada una calificación "fresca" del 74%, basada en 31 comentarios, con el resumen "Shameless es una comedia dramática oscura, urbana que supera su falta de lógica gracias a un elenco fantástico, una atmósfera intrigante, y el efecto chocante." Entre las temporadas 2-5 alcanzó un 100% a partir del 27 de enero de 2015. Tom O'Neill, de Los Angeles Times reconoció los rumores de nominaciones para un Emmy que rondaban a Shameless, especialmente a la actuación de Emmy Rossum, afirmando que "no había muchos indicios de un Emmy para ella cuando Shameless debutó en enero, pero eso cambió después de su potente actuación en episodios como 'But at Last Came a Knock'".

### Audiencias
| Temporada | Horario (ET)         | Episodios | Primera emisión         | Primera emisión      | Última emisión          | Última emisión       | Prom. de espectadores (millones) | Adultos de 18–49 años (promedio) |
| Temporada | Horario (ET)         | Episodios | Fecha                   | Audiencia (millones) | Fecha                   | Audiencia (millones) | Prom. de espectadores (millones) | Adultos de 18–49 años (promedio) |
| --------- | -------------------- | --------- | ----------------------- | -------------------- | ----------------------- | -------------------- | -------------------------------- | -------------------------------- |
| 1         | domingos 10:00 p. m. | 12        | 9 de enero de 2011      | 0,98                 | 27 de marzo de 2011     | 1,16                 | 1,03                             | —                                |
| 2         | domingos 9:00 p. m.  | 12        | 8 de enero de 2012      | 1,58                 | 1 de abril de 2012      | 1,45                 | 1,36                             | 0,72                             |
| 3         | domingos 9:00 p. m.  | 12        | 13 de enero de 2013     | 2,00                 | 7 de abril de 2013      | 1,82                 | 1,65                             | 0,81                             |
| 4         | domingos 9:00 p. m.  | 12        | 12 de enero de 2014     | 1,69                 | 6 de abril de 2014      | 1,93                 | 1,71                             | 0,82                             |
| 5         | domingos 9:00 p. m.  | 12        | 11 de enero de 2015     | 1,77                 | 5 de abril de 2015      | 1,55                 | 1,58                             | 0,71                             |
| 6         | domingos 9:00 p. m.  | 12        | 10 de enero de 2016     | 1,44                 | 3 de abril de 2016      | 1,63                 | 1,56                             | 0,64                             |
| 7         | domingos 9:00 p. m.  | 12        | 2 de octubre de 2016    | 1,24                 | 18 de diciembre de 2016 | 1,72                 | 1,42                             | 0,54                             |
| 8         | domingos 9:00 p. m.  | 12        | 5 de noviembre de 2017  | 1,86                 | 28 de enero de 2018     | 1,73                 | 1,50                             | 0,54                             |
| 9         | domingos 9:00 p. m.  | 14        | 9 de septiembre de 2018 | 1,31                 | 10 de marzo de 2019     | 1,35                 | 1,04                             | 0,36                             |
| 10        | domingos 9:00 p. m.  | 12        | 10 de noviembre de 2019 | 0,76                 | 26 de enero de 2020     | 0,92                 | 0,85                             | 0,24                             |
| 11        | domingos 9:00 p. m.  | 12        | 6 de diciembre de 2020  | 0,70                 | 11 de abril de 2021     | 0,70                 | —                                | —                                |

## Premios y nominaciones
| Año  | Premio                            | Categoría                                               | Nominados             | Resultado | Ref.                        |
| ---- | --------------------------------- | ------------------------------------------------------- | --------------------- | --------- | --------------------------- |
| 2011 | Artios Awards                     | Mejor casting para capítulo piloto – Drama              | John Frank Levey      | Nominado  | [ 41 ]                      |
| 2011 | Critics' Choice Television Awards | Mejor actor en Drama Serie                              | William H. Macy       | Nominado  | [ 42 ]                      |
| 2011 | Primetime Emmy Awards             | Mejor actriz en Drama Serie                             | Joan Cusack           | Nominado  | [ 43 ]                      |
| 2011 | Satellite Awards                  | Mejor Actor en Series – Drama                           | William H. Macy       | Nominado  | [ 44 ]                      |
| 2012 | Critics' Choice Television Awards | Mejor actriz en Drama Series                            | Emmy Rossum           | Nominado  | [ 45 ]                      |
| 2012 | Critics' Choice Television Awards | Mejor actor en Drama Series                             | Chloe Webb            | Nominado  | [ 45 ]                      |
| 2012 | GLAD Media Awards                 | Mejor Drama Series                                      | Showtime              | Nominado  | [ 46 ]                      |
| 2012 | Primetime Emmy Award              | Mejor Actriz en Drama Series]]                          | Joan Cusack           | Nominado  | [ 47 ]                      |
| 2012 | PRISM Award                       | Mejor Comedia                                           | Shameless             | Ganador   | [ 48 ]                      |
| 2012 | PRISM Award                       | Mejor actor en Comedia                                  | William H. Macy       | Ganador   | [ 48 ]                      |
| 2012 | PRISM Award                       | Mejor actor en Comedia                                  | Emmy Rossum           | Nominado  | [ 49 ]                      |
| 2013 | BMI Film & TV Award               | BMI Cable Television Music Award                        | Fil Eisler (es iZler) | Ganador   | [ 50 ]                      |
| 2013 | Primetime Emmy Awards             | Mejor actriz en Drama Serie                             | Joan Cusack           | Nominado  | [ 51 ]                      |
| 2013 | Young Artist Awards               | Mejor actor recurrente                                  | Nicky Korba           | Nominado  | [ 52 ]                      |
| 2014 | GLAAD Media Awards                | Mejor Drama Serie                                       | Showtime              | Nominado  | [ 53 ]                      |
| 2014 | Young Artist Awards               | Mejor actor invitado 14-16                              | C.J. Berdahl          | Nominado  | [ 54 ]                      |
| 2014 | Critics' Choice Television Awards | Mejor actriz en comedia Serie                           | Emmy Rossum           | Nominado  | [ 55 ]                      |
| 2014 | Critics' Choice Television Awards | Mejor Actor in a Comedy Series                          | Jeremy Allen White    | Nominado  | [ 55 ]                      |
| 2014 | Primetime Emmy Awards             | Mejor actor en Comedia Serie                            | William H. Macy       | Nominado  | [ 56 ]                      |
| 2014 | Primetime Emmy Awards             | Outstanding Guest Actress in a Comedy Series            | Joan Cusack           | Nominado  | [ 56 ]                      |
| 2014 | Primetime Emmy Awards             | Mejor Coordinador para Comedia Serie o Programa variado | Julie Michaels        | Nominado  | [ 56 ]                      |
| 2015 | Satellite Awards                  | Mejor Actor en Serie de Televisión – Musical o Comedia  | William H. Macy       | Nominado  | [ 57 ]                      |
| 2015 | Satellite Awards                  | Best Actress in a Television Series – Musical or Comedy | Emmy Rossum           | Nominado  | [ 57 ]                      |
| 2015 | Golden Globe Awards               | Mejor Actor en Series de televisión – Musical o Comedia | William H. Macy       | Nominado  | [ 58 ]                      |
| 2015 | Screen Actors Guild Awards        | Mejor Actor en Comedia                                  | William H. Macy       | Ganador   | [ 59 ]                      |
| 2015 | Critics' Choice Television Awards | Mejor Actor en Comedy Serie                             | Cameron Monaghan      | Nominado  | [ 60 ]                      |
| 2015 | Primetime Emmy Awards             | Mejor Actor en Comedia                                  | William H. Macy       | Nominado  | [ 61 ]                      |
| 2015 | Primetime Emmy Awards             | Mejor Actriz en Comedia                                 | Joan Cusack           | Ganador   | [ 61 ]                      |
| 2015 | GLAAD Media Awards                | Mejor Drama Series                                      | Shameless             | Nominado  | [ 62 ]                      |
| 2016 | People's Choice Awards            | Favorite Premium Cable TV Actress                       | Emmy Rossum           | Nominado  | [ 63 ]                      |
| 2016 | Primetime Emmy Awards             | Mejor Actor en Comedia                                  | William H. Macy       | Nominado  | [ 64 ]                      |
| 2016 | Primetime Emmy Awards             | Mejor coordinador en Comedia Serie o Programa variado   | Eddie Perez           | Ganador   | [ 64 ]                      |
| 2017 | Screen Actors Guild Awards        | Mejor Actor en Comedia                                  | William H. Macy       | Ganador   | [ 65 ]                      |
| 2017 | Primetime Emmy Awards             | Mejor Actor en Comedia                                  | William H. Macy       | Nominado  | [ 66 ]                      |
| 2017 | Primetime Emmy Awards             | Mejor coordinador en Comedia o Programa variado         | Eddie Perez           | Ganador   | [ 66 ]                      |
| 2018 | Golden Globe Awards               | Mejor actor en Televisión                               | William H. Macy       | Nominado  | [ 67 ] [ 68 ] [ 69 ] [ 70 ] |
| 2018 | Screen Actors Guild Awards        | Mejor actor masculino en Comedia                        | William H. Macy       | Ganador   |                             |
| 2018 | Primetime Emmy Awards             | Mejor Actor en Comedia Serie                            | William H. Macy       | Nominado  | [ 71 ]                      |
| 2018 | Primetime Emmy Awards             | Mejor coordinador en Programa                           | Eddie Perez           | Nominado  | [ 71 ]                      |
| 2018 | People's Choice Awards            | The Bingeworthy Show of 2018                            | Shameless             | Nominado  | [ 72 ]                      |
| 2019 | Satellite Awards                  | Mejor actor en musical o comedia                        | William H. Macy       | Nominado  | [ 73 ]                      |